# Golden Myanmar Airlines
Golden Myanmar Airlines (бирм. ရွှေမြန်မာ လေကြောင်းလိုင်း) — бюджетная авиакомпания Мьянмы со штаб-квартирой в Янгоне, работающая в сфере регулярных пассажирских перевозок между аэропортами внутри страны и за её пределами. Портом приписки авиакомпании является международный аэропорт Янгон, в качестве главного транзитного узла (хаба) используется международный аэропорт Мандалай.
Компания была образована в августе 2012 года пятнадцатью компаниями-инвесторами, включая крупнейший коммерческий банк страны Co-operative Bank Ltd. Golden Myanmar Airlines начала операционную деятельность в январе следующего года с полётов на единственном на тот момент самолёте Airbus A320.

## Маршрутная сеть
Индия
- Манипур
  - Импхал — международный аэропорт Импхал
- Западная Бенгалия
  - Калькутта — международный аэропорт имени Нетаджи Субхас Чандра Боса — сезонные

Мьянма
- Баган — аэропорт Нияунг-У
- Тавой — аэропорт Тавой
- Хайхо — аэропорт Хайхо
- Лашо — аэропорт Лашо
- Мандалай — международный аэропорт Мандалай — хаб
- Мейтхила — аэропорт Мейтхила
- Нейпьидо — международный аэропорт Нейпьидо
- Путао — аэропорт Путао
- Тачхилуа — аэропорт Тачхилуа
- Янгон — международный аэропорт Янгон — порт приписки

### Отменённые
Сингапур
- Сингапур — аэропорт Чанги

Таиланд
- Бангкок — международный аэропорт Суваннапум
- Чиангмай — международный аэропорт Чиангмай

## Воздушный флот

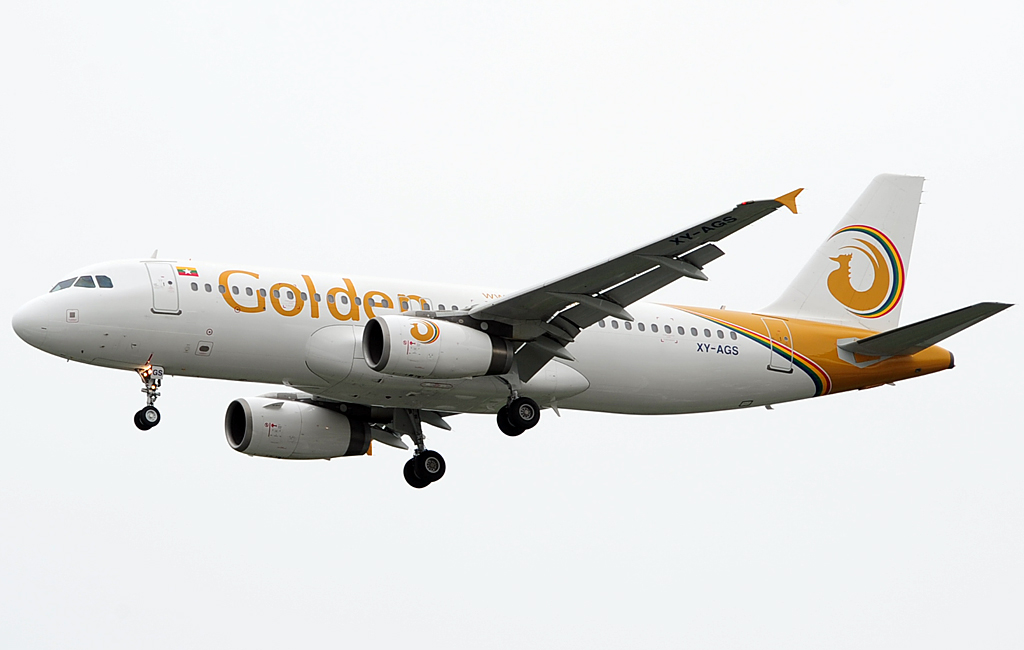
Airbus A320 авиакомпании Golden Myanmar Airlines в заходе на посадку в сингапурском аэропорту Чанги, апрель 2013 года

В октябре 2013 года воздушный флот авиакомпании Golden Myanmar Airlines составляли следующие самолёты: